# GT World Challenge Europe Sprint Cup
GT World Challenge Europe Sprint Cup (anteriormente FIA GT Series em 2013 e Blancpain Sprint Series entre 2014 e 2018) é um campeonato europeu de corridas de carros grand tourer com a especificação GT3, organizado pela Stéphane Ratel Organisation (SRO) e a Fédération Internationale de l'Automobile (FIA). O campeonato mantém o formato do exctinto FIA GT1 World Championship.

## História
Em 1997, devido ao crescente interesse de fabricantes como Mercedes-Benz, Porsche e Panoz, a FIA assumiu o controle do campeonato BPR Global GT Series que vinha crescendo em popularidade, padronizou o limite das corridas em 500 km ao invés das quatro horas tradicionais, liberalizou os regulamentos técnicos e deixou os direitos comerciais com um dos fundadores da série BPR, Stéphane Ratel, que conseguiu apoio televisivo da estação pan-européia Eurosport. Os novos fabricantes construiram homologation specials, carros de corrida que aproveitavam as novas regras, e desenvolveram praticamente protótipos, com produção de cerca de 25 carros. Chrysler, Lister e Marcos, sem interesse no aumento dos custos, passaram a disputar a classe GT2.

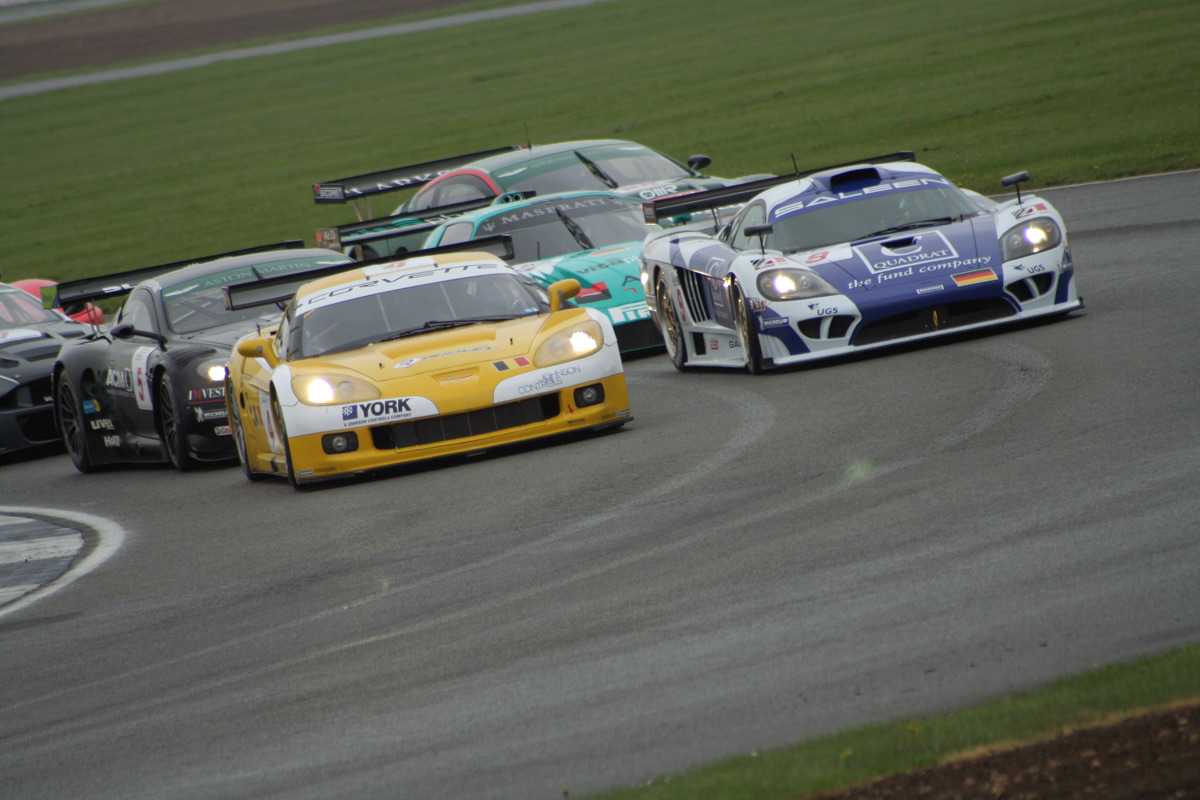
FIA GT em Silverstone

Nos dois primeiros anos de competição, a Mercedes dominou a categoria e os outros fabricantes deixaram do campeonato ao final da temporada de 1998. Assim o Viper se tornou o carro dominante do campeonato, com o já ultrapassado Porsche 993 GT2 e Lister Storm oferecendo alguma resistência.
Àquela altura, no entanto, já não havia uma categoria mais acessível para pilotos amadores, e isso levou à criação da classe (categoria) N-GT em 2000. Apesar de atrair carros de um número maior de fabricantes, a nova categoria se viu invadida por Porsches e Ferraris, apesar disso, os custos de operação menores garantiram um número equilibrado de competidores. Para aumentar o prestígio do campeonato, a SRO adicionou as 24 Horas de Spa, anteriormente uma prova de carros de turismo, ao calendário, onde se tornou a prova mais importante. A FIA também baniu o envolvimento direto dos fabricantes, apesar do tratamento especial que alguns ainda recebem.
Ao final da temporada 2004, a FIA renomeou as classes para GT1 e GT2, e liberalizou as regras da classe GT1, permitindo "supercarros". Apesar dessa medida ter sido tomada para acomodar o Saleen S7, o maior beneficiado foi o Maserati MC12, o que levou a FIA a impôr limitações aerodinâmicas ao carro italiano. Apesar disso, graças ao sistema de penalidades com lastros, a disputa pelo campeonato dificilmente fica restrita a um carro dominante. O nível de competição permaneceu disputado, e pilotos sem grande experiência competitiva disputam vitórias com pilotos profissionais, alguns com experiência na Fórmula 1.
Depois da temporada 2009, a SRO anunciou que as duas categorias do FIA GT, GT1 e GT2, seriam divididas em campeonatos distintos. A categoria GT1 se tornaria um campeonato mundial com etapas ao redor do planeta. Carros elegíveis à categoria GT1 apenas poderiam disputar o Campeonato Mundial FIA GT1. Havia planos para a categoria GT2 ter um campeonato próprio, exclusivamente com etapas na Europa, a ser chamada de Campeonato Europeu FIA GT2, mas o campeonato foi cancelado.
Assim o Campeonato do Mundo de FIA GT continha carros de GT1 e GT2. Na época de 2012, o campeonato abriria a participação a carros de GT3. No entanto a maioria dos carros eram GT3, não havendo  qualquer carro GT2 e apenas um punhado de carros GT1. Assim, apesar de manter o nome de GT1, o campeonato foi apenas disputado por carros de especificação GT3.
No início de 2013, numa tentativa de reduzir os custos, o campeonato foi trasnformado na FIA GT Series, disputados por carros GT3 em 6 provas (5 na Europa e 1 no Médio Oriente) com qualificação, corrida de sprint (ou corrida de qualificação) com a duração de 60 minutos, e corrida principal.
Em 2014 a competição mudou a designação para Blancpain Sprint Series, tendo em 2016 mudado para Blancpain GT Series Sprint Cup.ref>«About Blancpain GT Series». Blancpain GT Series. Consultado em 31 de março de 2016</ref>
Em 25 de maio de 2018, a SRO adquiriu os direitos comerciais sobre o Pirelli World Challenge, uma série norte-americana da GT sancionada pelo United States Auto Club. Em 29 de setembro de 2018, a SRO mudou os nomes da Blancpain GT Asia e Sprint Cup, para adotar o nome World Challenge usado na América do Norte. As três séries juntas serão conhecidas como o Blancpain GT World Challenge, com cada série adicionando sua região ao nome da série (América, Ásia, Europa).

## Campeões

### FIA GT
|      | Título | GT1                                         | GT2                                    |
| ---- | ------ | ------------------------------------------- | -------------------------------------- |
| 1997 | Piloto | Bernd Schneider                             | Justin Bell                            |
| 1997 | Equipe | AMG-Mercedes - Mercedes-Benz CLK-GTR        | Oreca - Chrysler Viper GTS-R           |
| 1998 | Piloto | Klaus Ludwig Ricardo Zonta                  | Olivier Beretta Pedro Lamy             |
| 1998 | Equipe | AMG-Mercedes - Mercedes-Benz CLK-LM         | Oreca - Chrysler Viper GTS-R           |
|      |        | GT                                          |                                        |
| 1999 | Piloto | Olivier Beretta Karl Wendlinger             | Olivier Beretta Karl Wendlinger        |
| 1999 | Equipe | Oreca - Chrysler Viper GTS-R                | Oreca - Chrysler Viper GTS-R           |
|      |        | GT                                          | N-GT                                   |
| 2000 | Piloto | Julian Bailey Jamie Campbell-Walter         | Christophe Bouchut Patrice Goueslard   |
| 2000 | Equipe | Lister Racing - Lister Storm                | Larbre Compétition - Porsche 911 GT3-R |
| 2001 | Piloto | Christophe Bouchut Jean-Philippe Belloc     | Christian Pescatori David Terrien      |
| 2001 | Equipe | Larbre Compétition - Chrysler Viper GTS-R   | JMB Racing - Ferrari 360 Modena        |
| 2002 | Piloto | Christophe Bouchut                          | Stéphane Ortelli                       |
| 2002 | Equipe | Larbre Compétition - Chrysler Viper GTS-R   | Freisinger - Porsche 911 GT3-RS        |
| 2003 | Piloto | Thomas Biagi Matteo Bobbi                   | Stéphane Ortelli Marc Lieb             |
| 2003 | Equipe | BMS Scuderia Italia - Ferrari 550 Maranello | Freisinger - Porsche 911 GT3-RSR       |
| 2004 | Piloto | Fabrizio Gollin Luca Cappellari             | Sascha Maassen Lucas Luhr              |
| 2004 | Equipe | BMS Scuderia Italia - Ferrari 550 Maranello | Freisinger - Porsche 911 GT3-RSR       |
|      |        | GT1                                         | GT2                                    |
| 2005 | Piloto | Gabriele Gardel                             | Marc Lieb Mike Rockenfeller            |
| 2005 | Equipe | Vitaphone Racing - Maserati MC12            | Gruppe M - Porsche 911 GT3-RSR         |
| 2006 | Piloto | Michael Bartels Andrea Bertolini            | Jaime Melo                             |
| 2006 | Equipe | Vitaphone Racing - Maserati MC12            | AF Corse - Ferrari F430 GT2            |
| 2007 | Piloto | Thomas Biagi                                | Dirk Müller Toni Vilander              |
| 2007 | Equipe | Vitaphone Racing - Maserati MC12            | Motorola AF Corse - Ferrari F430 GT2   |
| 2008 | Piloto | Michael Bartels Andrea Bertolini            | Gianmaria Bruni Toni Vilander          |
| 2008 | Equipe | Vitaphone Racing - Maserati MC12            | Motorola AF Corse - Ferrari F430 GT2   |
| 2009 | Piloto | Michael Bartels Andrea Bertolini            | Richard Westbrook                      |
| 2009 | Equipe | Vitaphone Racing - Maserati MC12            | Motorola AF Corse - Ferrari F430 GT2   |

### FIA GT1
| Época | Campeões                         | Equipa                          |
| ----- | -------------------------------- | ------------------------------- |
| 2010  | Michael Bartels Andrea Bertolini | Vitaphone Racing Team           |
| 2011  | Lucas Luhr Michael Krumm         | Hexis AMR                       |
| 2012  | Marc Basseng Markus Winkelhock   | All-Inkl.com Münnich Motorsport |

### FIA GT Series
| Época | Título  | Pro Cup                           | Pro-Am Cup                        | Gentlemen Trophy          |
| ----- | ------- | --------------------------------- | --------------------------------- | ------------------------- |
| 2013  | Pilotos | Stéphane Ortelli Laurens Vanthoor | Sergey Afanasyev Andreas Simonsen | Petr Charouz Jan Stoviček |
| 2013  | Equipa  | Belgian Audi Club Team WRT        | HTP Gravity Charouz               | HTP Gravity Charouz       |

### Blancpain Sprint Series
| Época | Título  | Pro Cup                            | Pro-Am Cup                          | Silver Cup                     | Am Cup                                |
| ----- | ------- | ---------------------------------- | ----------------------------------- | ------------------------------ | ------------------------------------- |
| 2014  | Pilotos | Maximilian Götz                    | Alessandro Latif Marc Basseng       | Mateusz Lisowski Vincent Abril | Não atribuído                         |
| 2014  | Equipa  | Belgian Audi Club Team WRT         | Phoenix Racing                      | Belgian Audi Club Team WRT     | Não atribuído                         |
| 2015  | Pilotos | Vincent Abril Maximilian Buhk      | Aleksey Karachev                    | Jules Szymkowiak               | Não atribuído                         |
| 2015  | Equipa  | Belgian Audi Club Team WRT         | GT Russian Team                     | Bentley Team HTP               | Não atribuído                         |
| 2016  | Pilotos | Enzo Ide                           | Michał Broniszewski Giacomo Piccini | Michele Beretta Luca Stolz     | Claudio Sdanewitsch                   |
| 2016  | Equipa  | Belgian Audi Club Team WRT         | Kessel Racing                       | Não atribuído                  | AF Corse                              |
| 2017  | Pilotos | Robin Frijns Stuart Leonard        | Fabian Schiller Jules Szymkowiak    | Michele Beretta Luca Stolz     | Stephen Earle David Perel             |
| 2017  | Equipa  | Belgian Audi Club Team WRT         | Rinaldi Racing                      | HTP Motorsport                 | Kessel Racing                         |
| 2018  | Pilotos | Raffaele Marciello Michael Meadows | Nyls Stievenart Markus Winkelhock   | Nico Bastian Jack Manchester   | Pierre Feligioni Claude-Yves Gosselin |
| 2018  | Equipa  | Belgian Audi Club Team WRT         | Saintéloc Racing                    | Não atribuído                  | Boutsen Ginion Racing                 |
| 2019  | Pilotos | Andrea Caldarelli Marco Mapelli    | Nico Bastian Thomas Neubauer        | Hiroshi Hamaguchi Phil Keen    | Florian Scholze Wolfgang Triller      |
| 2019  | Equipa  | AKKA ASP Team                      | AKKA ASP Team                       | Orange1 FFF Racing Team        | HB Racing                             |
| 2020  | Pilotos | Dries Vanthoor Charles Weerts      | Simon Gachet Steven Palette         | Eddie Cheever Chris Froggart   | Não atribuído                         |
| 2020  | Equipa  | Belgian Audi Club Team WRT         | Saintéloc Racing                    | Sky - Tempesta Racing          | Não atribuído                         |